# 간자키촌 (이와테현)
간자키촌(門崎村)은 이와테현 히가시이와이군에 설치되었던 촌이다. 현재의 이치노세키시에 해당한다.

## 연혁
- 1889년 4월 1일 - 정촌제 시행과 함께 히가시이와이군 간자키촌이 성립하였다.
- 1956년 9월 30일 - 우스기누촌과 합병해 새로운 가와사키촌이 되었다.

## 교통

### 철도
- 일본국유철도 오후나토 선

## 참고서적
- 『이와테현 정촌 합병지』(이와테현 총무부 지방과, 1957년)